# Theda Ukena
Theda Ukena (Oldersum, 1432 – Greetsiel, 16 novembre 1494) è stata contessa consorte della Frisia Orientale dal 1464 al 1466, come moglie di Ulrico I.
Dalla morte del marito al 1491 governò come reggente della contea.

## Biografia
Theda era nipote del capo fazione Focko Ukena (m. 1436) che era stato storicamente opposto ai conti della Frisia orientale. Ella era nata nel 1432 ad Oldersum, figlia di Uko Focken e Heba Attena. Il suo nome le derivò probabilmente dalla nonna Theda Reide, prima moglie di Focko Ukenas. Suo padre venne assassinato nel giugno del 1432.
Nel 1455, Theda sposò Ulrico I della Frisia orientale che dall'anno precedente era divenuto conte dell'intera area frisiana. Theda portò in dote tra le altre sostanze anche la città di Oldersum.
Dopo la morte di Ulrico nel 1466 ella assunse, assistita dal consigliere e cugino Sibet Attena, la reggenza ufficiale dei territori del marito associandovi quando raggiunsero l'età matura i figli Enno I ed Edzardo.
Theda morì il 16 novembre 1494 a Greetsiel.

## Matrimonio e figli
Theda sposò Ulrico I della Frisia orientale e da quest'unione la coppia ebbe i seguenti figli:
- Heba (1457 - 1476), sposò il conte Eric I di Schaumburg-Pinneberg,
- Gela (1458 - 1497)
- Enno I (1460 - 1491), conte della Frisia orientale
- Edzardo I, conte della Frisia orientale
- Uko (1463 - 1507)
- Almut (1465 - 1522/23)